# Зикранцы (Семёновский район)
Зикранцы (укр. Зікранці) — село,
Оболонский сельский совет,
Семёновский район,
Полтавская область,
Украина.
Код КОАТУУ — 5324585103. Население по переписи 2001 года составляло 106 человек.

## Географическое положение
Село Зикранцы находится на расстоянии в 2 км от сёл Новый Калкаев и Тукалы.
Местность вокруг села заболочена.

## История
Зикранцы образовались после 1945 года слиянием поселений: Зикранцы, Дзюманы (Дзюманов) и Палий, перед 1917 влился хутор Вовны